# Serge Scotto
Pour les articles homonymes, voir Scotto.
Serge Scotto, né le 15 novembre 1963 à Marseille, est un artiste et performeur, principalement auteur et plasticien. Il publie son premier dessin de presse dans Centre-Presse (en 1984) et participe à l'aventure de la presse alternative marseillaise des années 1980 jusqu'aujourd’hui (666 Magazine, Taktik, Marseille La Cité, Le Ravi...), y tenant indifféremment le crayon ou la plume.

## Biographie
Serge Scotto est l'un des descendants du musicien Vincent Scotto (1874-1952), qui a composé les musiques des films de Marcel Pagnol.
Éditorialiste dans Métro (2003) puis Direct (jusqu'en 2015), il signe des tribunes satiriques prétendument écrites par son chien Saucisse, réunies dans six recueils (2004-2014) aux éditions Jigal. Son chien Saucisse (1999-2014), rescapé de combats de chiens et adopté à la SPA, est présenté comme tête de liste aux élections municipales dans le premier secteur de Marseille en 2001 (3,9% des suffrages exprimés), « chroniqueur canin » dans la presse quotidienne, et premier « candidat » animal dans un jeu de téléréalité (saison 3 de Secret Story) sur TF1 en 2009. Après sa mort, la municipalité marseillaise a donné son nom à un parc canin, le « Parc Chien saucisse », inauguré le 25 avril 2015 par le maire de secteur Bruno Gilles.
Serge Scotto est également l'auteur d'une quinzaine de romans noirs et recueils de nouvelles décalées publiés depuis 2000 chez divers éditeurs et a signé des paroles de chansons pour divers artistes, notamment de la scène underground (Gari Greu, Stéphanie Joire, Nicolas Bacchus, Manu Katché...)
Entre autres activités évènementielles et culturelles : Festoch' Hara-Kiri de la BD avec le professeur Choron en 1987, Terrasses du Polar à Marseille (depuis 2001)[pas clair], Serge Scotto est avec le dessinateur algérien et réfugié politique Fathy Bourayou le cofondateur du Festival international du dessin de presse de la caricature et de la satire qui se tient chaque année en septembre à l'Estaque à Marseille depuis 2012.
Il est également scénariste de bandes dessinées avec notamment l'album Ingrid de la jungle (Fluide Glacial, 2010), une bédé parodique sur l'affaire Betancourt,.
À partir de 2015, il réalise, en collaboration avec le scénariste de bédé Éric Stoffel et la famille Pagnol (notamment de Nicolas Pagnol, petit-fils de l’écrivain), ainsi qu'avec plusieurs dessinateurs, l'adaptation des œuvres complètes de Marcel Pagnol en bande dessinée dans la collection Grand Angle des éditions Bamboo,.
L'adaptation bédé de La Gloire de mon père (2015) inaugure la série Souvenirs d'enfance, elle est suivie par l'album Le Château de ma mère (2016) puis par Le Temps des secrets (2017) et enfin par Le Temps des amours (2018), dernier volume de cette série.
En 2019, toujours avec Éric Stoffel comme co-scénariste, il adapte Marius, le premier volume de la Trilogie marseillaise , dessiné par Sébastien Morice,.

## Œuvres

### Romans
- Le Crapaud qui fume, Marseille, France, Éditions L'Écailler du Sud, 2000, 89 p. (ISBN 978-2-914264-02-0)
- Le Soudard éberlué, Marseille, France, Éditions L'Écailler du Sud, 2000, 108 p. (ISBN 978-2-914264-03-7)
- Alerte à la vache folle, Marseille, France, Éditions L'Écailler du Sud, 2002, 155 p. (ISBN 978-2-914264-17-4)
- Comme un chien, Marseille, France, Éditions L'Écailler du Sud, 2003, 82 p. (ISBN 978-2-914264-35-8)
- Nous serons les rois de Marseille, Marseille, France, Éditions L'Écailler du Sud, 2004, 159 p. (ISBN 978-2-914264-59-4)
- Saucisse Dans le Métro, Marseille, France, Éditions Jigal, 2004, 143 p. (ISBN 978-2-914704-18-2)
- La gloire de Saucisse, Marseille, France, Éditions Jigal, 2005, 127 p. (ISBN 978-2-914704-24-3)
- Saucisse Président, Marseille, France, Éditions Jigal, 2007, 134 p. (ISBN 978-2-914704-34-2)
- Gagnant à vie, Marseille, France, Éditions L'Écailler du Sud, 2008, 195 p. (ISBN 978-2-35299-016-1)
- Massacre à l'espadrille, Paris, Éditions Baleine, coll. « Baleine noire », 2007, 139 p. (ISBN 978-2-84219-418-5)
- Saint-Pierre et Nuque Longue, Paris, Éditions Baleine, coll. « Le Poulpe », 2008, 182 p. (ISBN 978-2-84219-448-2)
- La grande évasion en pantoufles, Paris, Éditions Baleine, coll. « Baleine noire », 2010, 173 p. (ISBN 978-2-84219-475-8)
- Saucisse face à la crise, Marseille, France, Éditions Jigal, 2010, 208 p. (ISBN 978-2-914704-68-7)
- Saucisse is watching you[13], Marseille, France, Éditions Jigal, 2011, 184 p. (ISBN 978-2-914704-81-6)
- Qui veut égorger Astrid la truie?[14], Paris, France, Les Éditions du Littéraire, 2011, 100 p. (ISBN 978-2-919318-03-2)
- Au temps pour moi, Marseille, France, L'Ecailler, coll. « Pulp », 2012
- Les silences rompus, entretiens avec Robert P. Vigouroux, Saumur,France, L'Apart éditions, 2012
- Saucisse ouvre sa gueule[15], Marseille, France, 1961 Editions, 2014 (ISBN 978-2-36869-110-6)
- Des Chinetoques en Provence, Les Baux-de-Provence, France, Jean-Marie Desbois, coll. « Geneprove », 2018, 120 p. (ISBN 978-2-918754-60-2)

### Bandes dessinées
- Qui a chouré le chien saucisse ?, Crès, Marseille, France, 2005
Scénario : Michel Martin-Roland - Dessin : Serge Scotto - (ISBN 9782753700390)
- Ingrid de la Jungle, Fluide glacial, Paris, Paris, 2010
Scénario : Eric Stoffel et Serge Scotto - Dessin : Richard Di Martino

#### Collection Marcel Pagnol
(scénario de Serge Scotto et Éric Stoffel et participation de divers dessinateurs ) :
- Série Souvenirs d'enfance : 
  - La Gloire de mon père, dessin de Morgann Tanco, Édition Grand Angle, 2015
  - Le Château de ma mère, 2016
  - Le Temps des secrets, Édition Grand Angle, 2017
  - Le Temps des amours, Édition Grand Angle, 2018
  - La Glori de moun paire, dessin de Morgann Tanco, Édition Grand Angle, 2018, adaptation en langue provençale de La Gloire de mon père[16]

- Série Trilogie marseillaise :
  - Marius, Édition Grand Angle, 2019

- Collection Marcel Pagnol - One-shots :
  - Merlusse, Édition Grand Angle, 2015
  - Topaze (1ère partie), Édition Grand Angle, 2016
  - Topaze (2ème partie), Édition Grand Angle, 2016
  - Topaze - L'Intégrale (partie 1 et 2), Édition Grand Angle, 2016
  - Jean de Florette - 1, Édition Grand Angle, 2017
  - Jazz, scénario de Serge Scotto et Éric Stoffel, dessins de Daniel Alexandre (crédité sous le nom d'A.Dan), éditions Grand Angle, 2017[17]
  - Le Schpountz, Édition Grand Angle, 2017
  - Cigalon, Édition Grand Angle, 2018
  - Jean de Florette - 2, Édition Grand Angle, 2019
  - La Partie de boules, Édition Grand Angle, 2019
  - Les Pestiférés, dessin de Samuel Wambre, Édition Grand Angle, 2019[18],[19]

### Divers
- CESSA, Serge Scotto, Franck Pourcel, et Christine Bartoli, De mer, de pierre, de fer et de chair : Histoires du port autonome de Marseille, Turquant, France, Cheminements Éditions, coll. « Caravanes du XXIe siècle », 2006, 300 p. (ISBN 978-2-84478-437-7, lire en ligne)